# Altavilla Monferrato
Altavilla Monferrato är en ort och kommun i provinsen Alessandria i regionen Piemonte i Italien. Kommunen hade 430 invånare (2018).